# E003号線
E003号線 (E003ごうせん、英: European route E003) はトルクメニスタンとウズベキスタンにあり、ウチュクドゥク – ダショグズ – アシガバート – Gaudanを結ぶ、欧州自動車道路のBクラス幹線道路。

## 経路
- ウズベキスタン
  - ウチュクドゥク
- トルクメニスタン
  - ダショグズ, アシガバート, Gaudan